# Velutinodorcus japonicus
Velutinodorcus japonicus là một loài bọ cánh cứng trong họ Lucanidae. Loài này được Nakane & Makino mô tả khoa học năm 1985.